# 와타나베 유이
와타나베 유이(일본어: 渡部 優衣 わたなべ ゆい[*], 1988년 12월 4일 ~ )는 일본의 성우이자 가수. 오사카부 미노오시 출신. 단데라이온 소속.